# Leon Bailey
Leon Bailey Butler (ur. 9 sierpnia 1997 w Kingston) – jamajski piłkarz występujący na pozycji napastnika w angielskim klubie Aston Villa oraz w reprezentacji Jamajki.

## Kariera piłkarska
Dołączył do KRC Genk w 2015 roku, odchodząc ze słowackiego AS Trenčín. Zadebiutował w Jupiler Pro League 21 sierpnia 2015 roku zmieniając Siebe Schrijversa w 62 minucie przegranego 3-1 meczu z Sint-Truiden. Swojego pierwszego gola zdobył 21 listopada 2015 w meczu przeciwko OH Leuven. Po zakończeniu sezonu 2015/16 został wybrany najlepszym młodym piłkarzem roku belgijskiej ekstraklasy. W 2017 roku podczas zimowego okna transferowego przeszedł do Bayeru Leverkusen, podpisując 5,5-letni kontrakt z niemieckim klubem.

## Kariera reprezentacyjna
W reprezentacji Jamajki do lat 23 zadebiutował 8 marca 2015 w meczu z reprezentacją Kajmanów. Strzelił w tym meczu swoją pierwszą bramkę, z rzutu wolnego. W seniorskiej reprezentacji Jamajki zadebiutował w meczu przeciwko Hondurasowi. Pierwszego gola strzelił w meczu z Antiguą i Barbudą.